# Tsukioka Settei

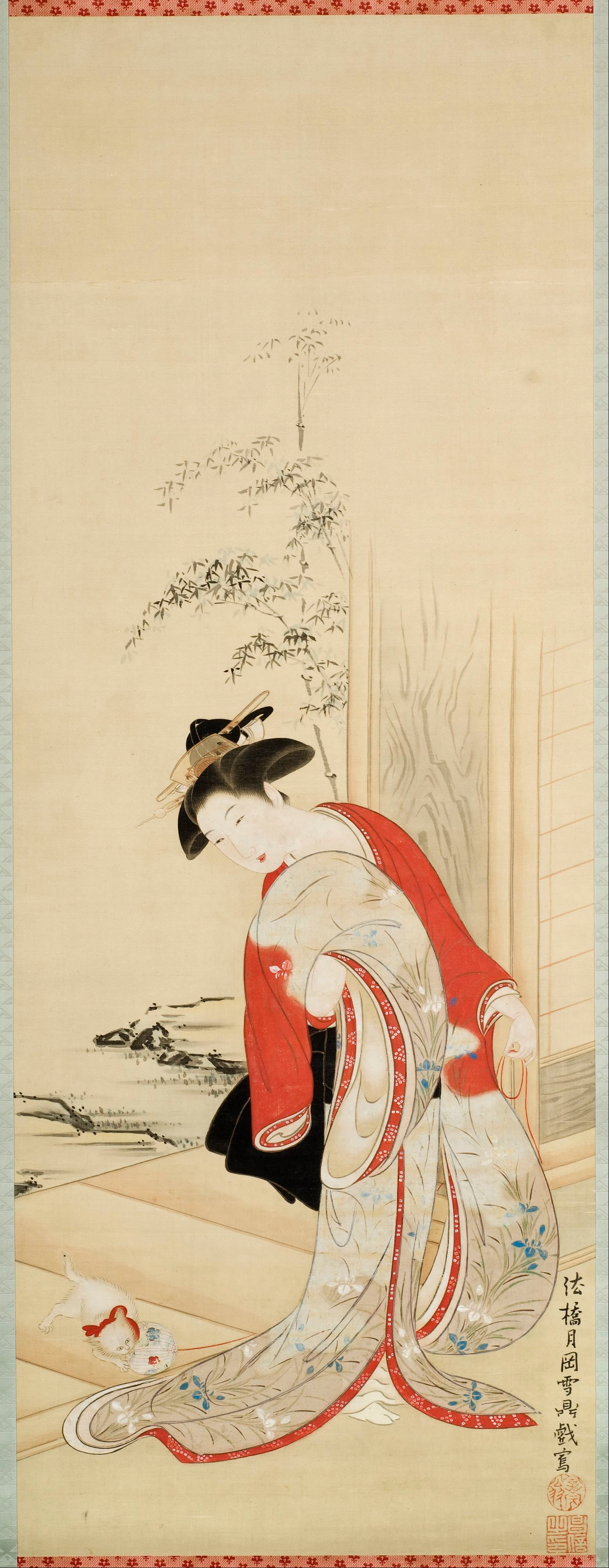
Donna che gioca con un gatto, 1770-1779 circa.

Tsukioka Settei (月岡雪鼎?; Ōmi, 1710 – Osaka, 1786) è stato un pittore e incisore giapponese, uno dei rappresentanti più importanti e prolifici dell'area artistica del Kamigata.

## Biografia
Nato nella provincia di Ōmi, si trasferì e operò a Osaka sino alla morte. Il nome della sua famiglia era Kida ed i suoi nomi personali erano Tange e Masanobu, mentre come nomi d'arte utilizzò Shinten-ō e Rōjinsai.
Frequentò la scuola Kanō, studiando sotto Takada Keiho, venendo però influenzato dal genere ukiyo-e e soprattutto da Nishikawa Sukenobu. Raggiunse notevole fama e considerazione nell'area del Kamigata, risultando secondo al già citato Sukenobu.
Si dedicò prevalentemente alla pittura, l'illustrazione dei libri e nel genere erotico nel quale eccelse; suoi soggetti preferiti erano giovani donne dai lineamenti molto dolci e attentamente colorate. I libri da lui illustrati riportano come date di produzione dal 1753 al 1771. I suoi lavori di genere erotico divennero molto popolari a Kyoto come amuleti contro gli incendi, perché si narra che dopo un vasto incendio che distrusse molti edifici si notò che era sopravvissuta alla devastazione dell'area solo una libreria che esponeva in bella mostra un libro erotico di Settei.
Già prima al 1765 era stato insignito del titolo di hokkyō, mentre nel 1772 ottenne quello di hōgen, rispettivamente il terzo e secondo grado più alti assegnati agli artisti buddisti.
La sua influenza sul genere erotico si protrasse per oltre un ventennio nell'area di Kamigata, dovuta anche al largo seguito di allievi che ebbe Settei. Tra i suoi allievi si possono citare oltre il figlio Tsukioka Sessai, Katsura Munenobu, Sumie Buzen, Shitomi Kangetsu, Okada Gyokuzan e Inagaki Tsurujo.